# UFO (musikgrupp)
UFO är ett brittiskt hårdrocksband bildat 1969 av Phil Mogg (sång), Mick Bolton (gitarr), Pete Way (basgitarr) och Andy Parker (trummor). Gruppen var mer populär i Japan än i västländerna, även om de också var populära i Tyskland. De är kända för att ha skrivit låtar som "Doctor Doctor", "Lights Out" och "Love to Love".
Bolton lämnade gruppen 1972 och ersattes tillfälligt av Larry Wallis i några månader för att senare ersättas av Michael Schenker från Scorpions. Bandet upptäckte Schenkers talanger då Scorpions uppträdde som förband för UFO. Han stannade i gruppen fram till 1978. 
Liveplattan Strangers in the Night med Michael Schenker var uppmärksammad och anses än idag, av många vara en av de bästa liveplattorna inom hårdrock. 
Ett år innan hade gruppen fått en ny medlem på keyboard, Paul Raymond. Paul Chapman tog över Schenkers plats i bandet. Med den här uppsättningen av gruppen släppte man 1982 albumet Mechanix, och fick med det en av sina större hits, "Back Into My Life".
Bandet turnerade i Sverige och spelade bland annat på folkets hus i Kristinehamn i början på 70-talet.

## Medlemmar
Nuvarande medlemmar
- Phil Mogg – sång (1969– )
- Andy Parker – trummor (1969–1983, 1993–1995, 2005– )
- Vinnie Moore – gitarr (2003– )
- Rob De Luca – basgitarr (2008– )
- Neil Carter – keyboard, gitarr (1980–1983, 2019–)

Bildgalleri

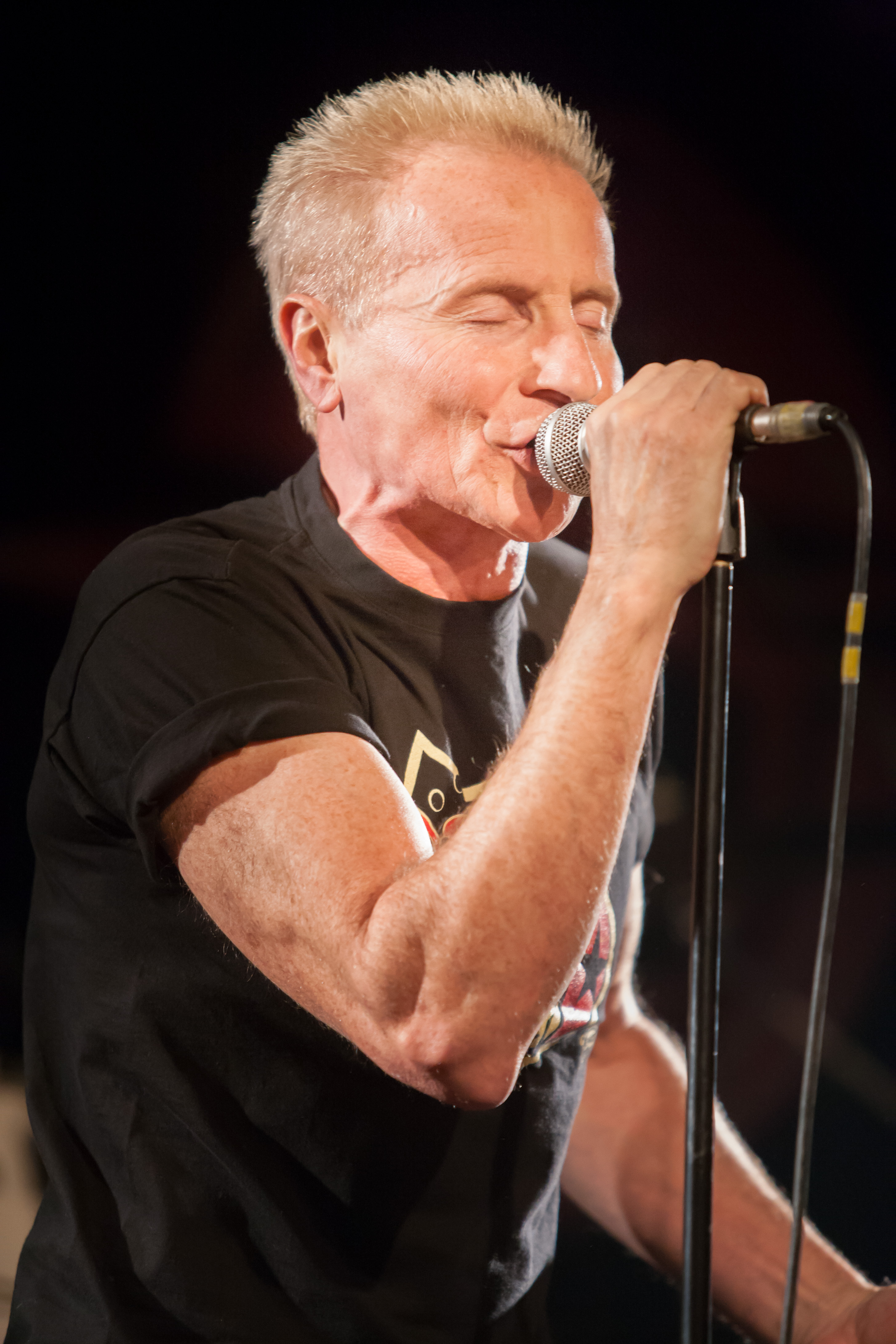
Phil Mogg
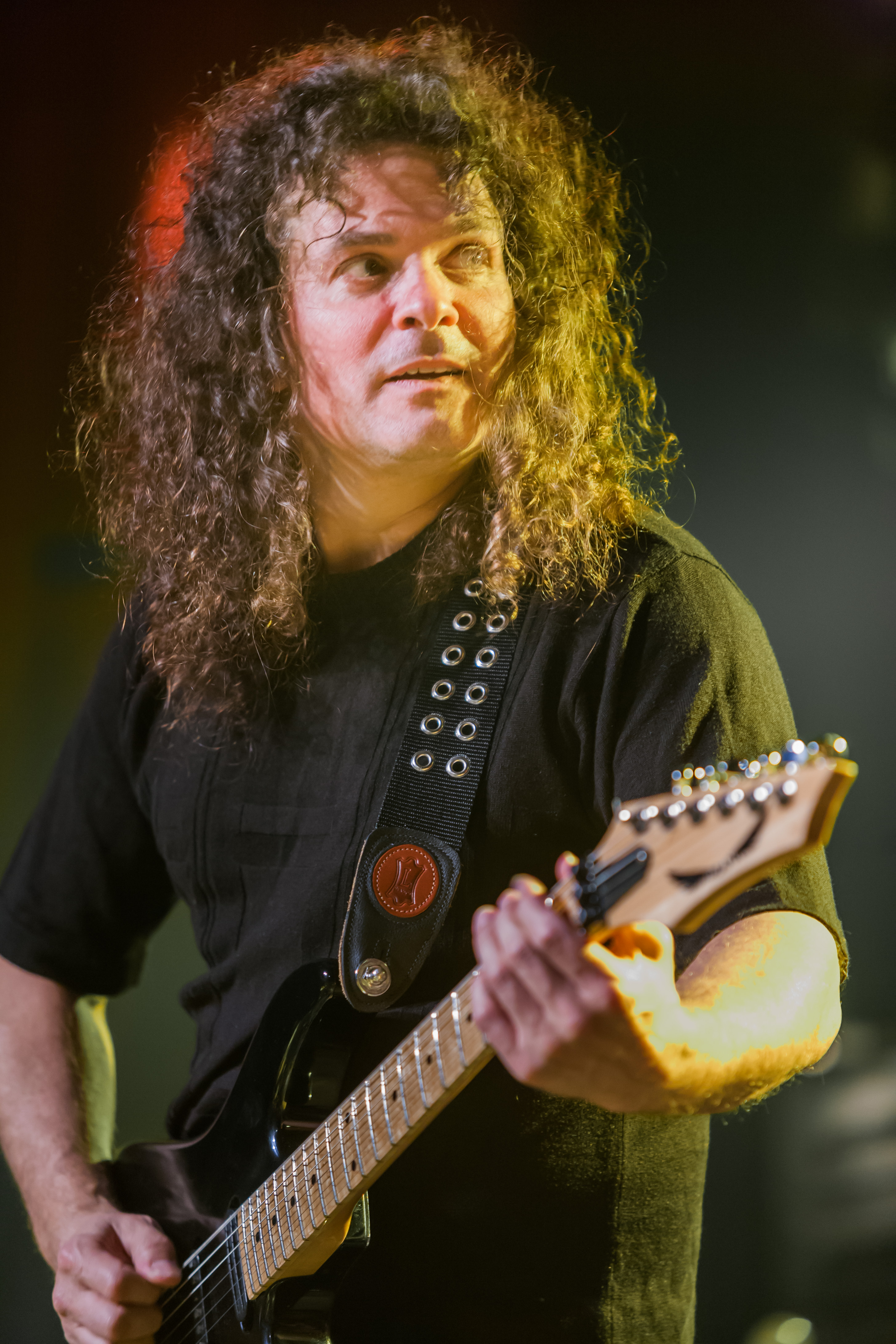
Vinnie Moore
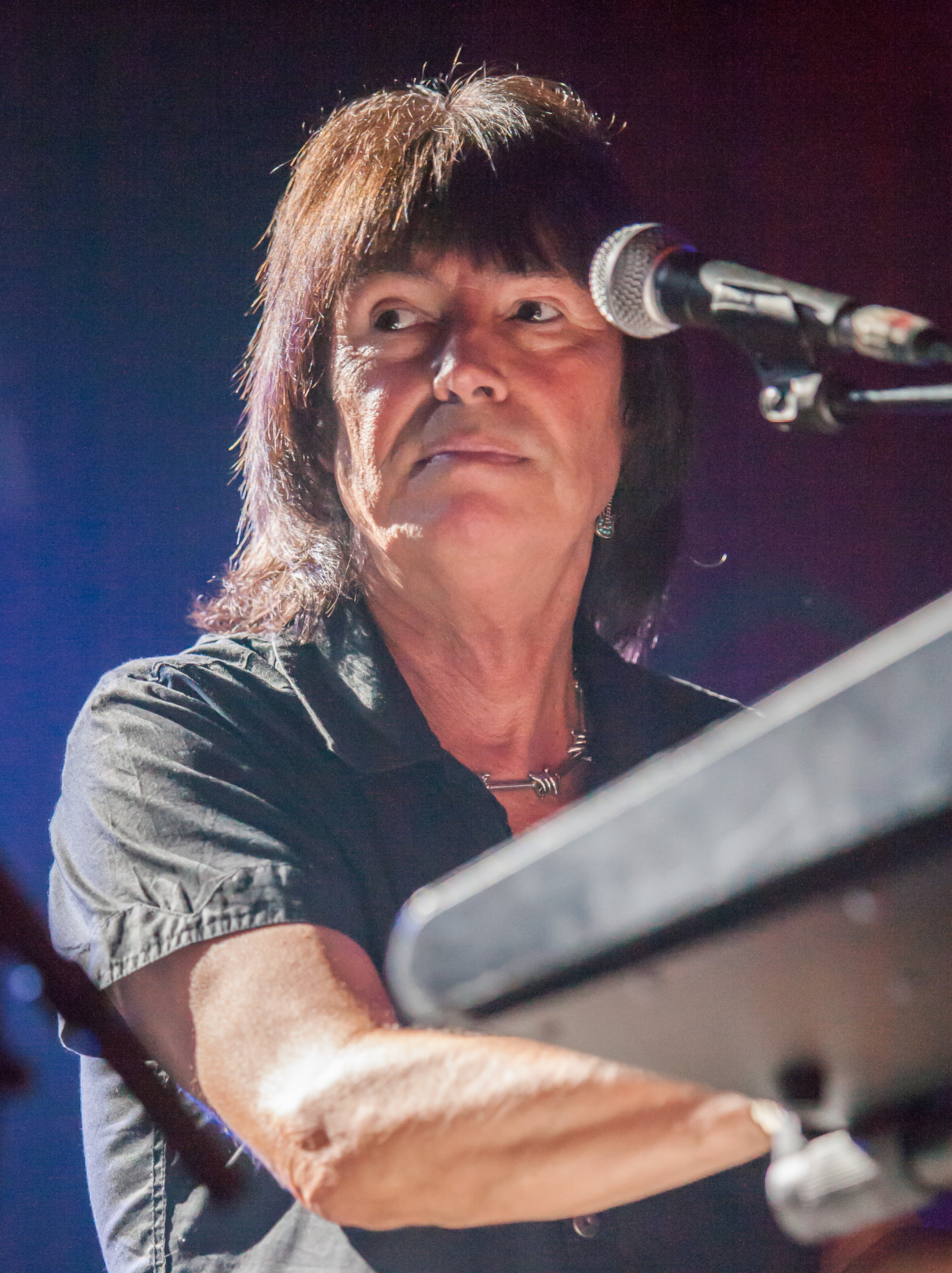
Paul Raymond
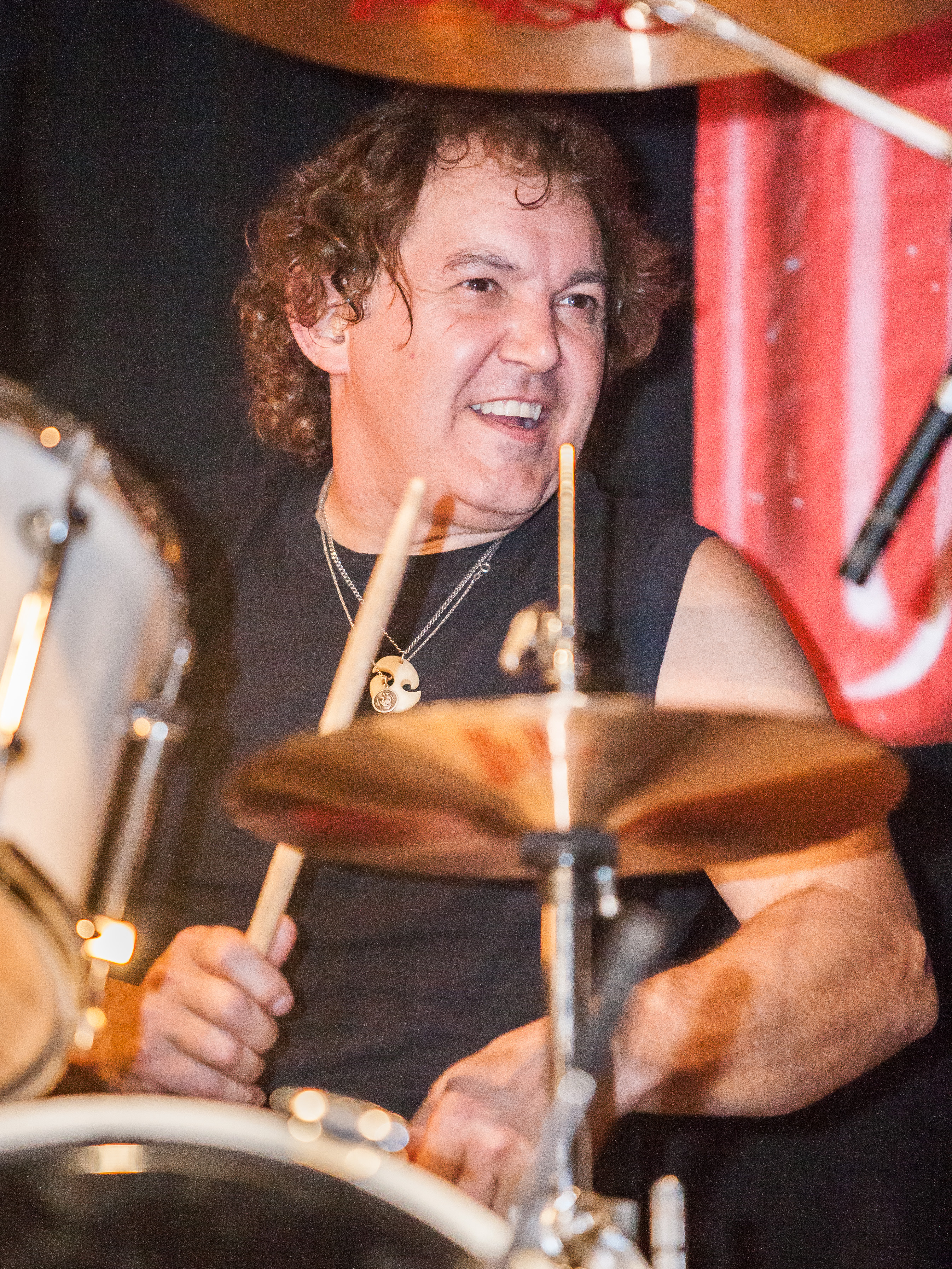
Andy Parker

Tidigare medlemmar
- Paul Raymond – keyboard, gitarr (1976–1980, 1984–1986, 1993–1999, 2003–2019 )
- Pete Way – basgitarr (1969–1982,1988, 1990–2007)
- Mick Bolton – gitarr (1969–1972)
- Colin Turner – trummor (1969)
- Larry Wallis – gitarr (1972)
- Bernie Marsden – gitarr (1972–1973)
- Michael Schenker – gitarr (1973–1977, 1977-1978, 1993–1995, 1997–1998, 2000, 2001–2003)
- Paul Chapman – gitarr (1974–1975, 1977, 1978–1983)
- Danny Peyronel – keyboard (1975–1976)
- John Sloman – keyboard (1980)
- Billy Sheehan – basgitarr (inhyrd jan–feb 1983)
- Paul Gray – basgitarr (inhyrd feb–mars 1983, fast medlem 1984–1987)
- Tommy "Atomik Tommy M" McClendon – gitarr (1984–1987)
- Robbie France – trummor (1984–1985; död 2012)
- Jim Simpson – trummor (1985–1987)
- Myke Gray – gitarr (1987–1988)
- Rik Sandford – gitarr (1988)
- Tony Glidewell – gitarr (1988)
- Fabio Del Rio – trummor (1988)
- Laurence Archer – gitarr (1990–1993)
- Jem Davis  – keyboard (1992–1993)
- Clive Edwards – trummor (1990–1993)
- Simon Wright – trummor (1995–1998, 2007)
- Aynsley Dunbar – trummor (2000, 2002)
- Jeff Kollmann – gitarr (1998–1999), basgitarr (2005)
- Louis Maldonado – keyboard (2000)
- Jeff Martin – trummor (2000)
- Jason Bonham – trummor (2003–2005)
- Barry Sparks – basgitarr (US-tour 2004, 2009, 2010, 2011)
- Jeff Kollman – basgitarr (US-tour 2005)

## Diskografi

### Studioalbum
- UFO 1. (1970)
- UFO 2.Flying - One Hour Space Rock (1971)
- Phenomenon (1974)
- Force It (1975)
- No Heavy Petting (1976)
- Lights Out (1977)
- Obsession (1978)
- No Place To Run (1980)
- The Wild, the Willing and the Innocent (1981)
- Mechanix (1982)
- Making Contact (1983)
- Misdemeanor (1985)
- Ain't Misbehavin' (1988)
- High Stakes and Dangerous Men (1992)
- Walk on Water (1995)
- Covenant (2000)
- Sharks (2002)
- You Are Here (2004)
- The Monkey Puzzle (2006)
- The Visitor (2009)
- Seven Deadly (2012)
- A Conspiracy Of Stars (2015)
- The Salentino Cuts (2017)

### Livealbum
- Live (1972)
- Strangers in the Night (1979)
- Misdemeanor Tour LIVE (1986
- Lights Out in Tokyo Live (1992)
- T.N.T. (1994)
- BBC Radio 1 - Live in Concert (1995)
- Heaven's Gate (1995)
- On With the Action (1998)
- Werewolves of London (1998)
- Live in Texas (2000)
- Regenerator – Live 1982 (2001)
- Live on Earth (2003)
- Showtime (2005)
- Live Sightings (2016)

### Samlingsalbum
- Space Metal (1976)
- UFO C'Mon Everybody (1981)
- UFO Headstone - The Best of UFO (1983)
- The Collection (1985)
- Anthology (1986)
- The Best of the Rest (1988)
- The Essential UFO (1992)
- The Best of UFO: Gold Collection (1996)
- X-Factor: Out There & Back (1997)
- The Best of UFO album: Ten Best Series (2002)
- Flying: The Early Years 1970-1973 (2004)
- An Introduction to UFO (2006)
- The Best of UFO (1974–1983) (2008)
- All the Hits & More - The Early Days (2011)
- The Chrysalis Years: 1973–1979 (2011)
- Too Hot to Handle: The Very Best of UFO (2012)

Singlar (topp 100 på UK Singles Chart)
- "Only You Can Rock Me" (1978) (# 50)
- "Doctor Doctor" (1979 (# 35)
- "Shoot Shoot" (1980) (# 48)
- "Young Blood" (1980 (# 36)
- "Lonely Heart" (1981) (# 41)
- "Let It Rain" (1982) (# 62)
- "When It's Time to Rock" (1983) (# 70)
- "Night Run" (US Remix) (1986) (# 94)